# Tetragonopterus
Rod Tetragonopterus patří ke skupině méně početných rodů tropických sladkovodních ryb bohaté a členité čeledi tetrovitých (Characidae) jejichž domovem jsou vody tropické jižní Ameriky. Rod Tetragonopterus je aktuálně přiřazen k podčeledi Tetragonopterinae.

## Popis a charakteristika
Rod byl ustanoven a pojmenován v roce 1816 francouzským přírodovědcem a zoologem, baronem Georgesem Cuvierem. Ryby rodu Tetragonopterus mají krátký vysoký trup výrazně laterálně zploštělý a dorůstají délky 4,5 až 12 cm. Zubní mezičelistní kost nese v horní čelisti vnější řadu malých jednotlivých zubů a vnitřní početnou řadu ostrých zubů. Také přední část horní čelisti je zubatá. Postranní čára začíná za hlavou na horní úrovni skřelí, pak v oblouku klesá pod středovou linii a prochází až na kořen ocasní ploutve. Typovým druhem je ietra stříbřitá (Tetragonopterus argenteus).

## Systematika
Rod Tetragonopterus patří do čeledi tetrovití (Characidae) a dnes je jediným zbývajícím rodem kdysi bohaté podčeledi Tetragonopterinae.

## Rozšíření
Rod pochází všemi druhy téměř po celé Jižní Americe. Areál rozšíření nalezených druhů pokrývá lokality mnoha povodí a to východně od And a na sever od povodí řeky Paraná včetně povodí samotného. Dva druhy jsou široce rozšířeny, pouze jeden z nich pochází z povodí Rio Corantijn na pomezí Guayany a Surinamu. Obývá silně proudící vody.

## Chov
Podobně jako u ostatních tetrovitých je většina druhů ryb mírumilovných a klidných, žijících převážně v hejnech. Nádrže pro chov by měly být střední a větší s teplovou vody 22-26 °C. Ryby musí mít volný prostor pro plavání. Okraje akvária mají být dostatečně, hustěji osázené, doporučují se i rostliny plovoucí pokrývají hladinu. Stejně jako v domovském prostředí, vynikne nejlépe barevnost těchto ryb na tmavých pozadích a nad tmavším podložím v chovné nádrži. Složení vody není důležité, ale přednost dávají čiré a filtrované vodě.

## Odchov
Ryby tohoto rodu se vytírají do volného prostoru, převážně do spleti kořenů plovoucích a do shluků volně plovoucích rostlin v blízkosti vodní hladiny. Druhy rodu Tetragonopterus jsou hejnové ryby středních pásem chovných nádrží. V péči o potomstvo nevyžadují žádné mimořádné podmínky. Všežravci, přijímající i suché krmivo, přednost ale dávají potravě živé.

## Taxony
- Tetragonopterus anostomus Silva & Benine, 2011 –
- tetra stříbřitá Tetragonopterus argenteus Cuvier, 1816
- tetra Carvalhova Tetragonopterus carvalhoi Melo, Benine, Mariguela & Oliveira, 2011 –
- tetra rovníková Tetragonopterus chalceus Spix & Agassiz, 1829
- Tetragonopterus lemniscatus Benine, Pelição & Vari, 2004
- Tetragonopterus rarus Zarske, Géry & Isbrücker, 2004
- Tetragonopterus signatus Burmeister, 1861